# Kedung Prahu
Kedung Prahu is een bestuurslaag in het regentschap Ngawi van de provincie Oost-Java, Indonesië. Kedung Prahu telt 3156 inwoners (volkstelling 2010).